# Landschaftsbild

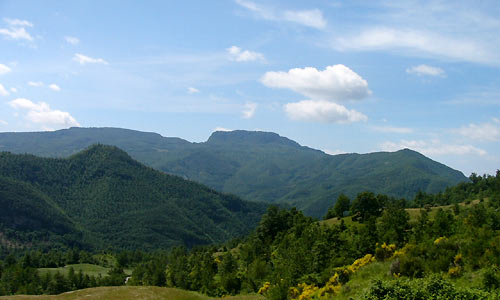
Die Fülle von Landschaftselementen fügt sich zu einem Landschaftsbild zusammen.

Unter Landschaftsbild oder Landschaftscharakter wird in Landschaftsplanung, Geografie, Stadtplanung und Naturschutz das gesamte vom Menschen wahrnehmbare Erscheinungsbild einer Landschaft verstanden. Es wird, genau wie das Ortsbild im weitgehend bebauten Gebiet, sowohl durch Natur als auch durch Kultur geprägt.
Dabei umfasst der Begriff Erscheinungsbild in der Regel nur die visuell wahrnehmbaren Aspekte von Natur und Landschaft, erst in der neueren Fachdiskussion werden darin auch nichtvisuelle Eindrücke wie Gerüche und Geräusche eingeschlossen. Die einzelnen Elemente des Landschaftsbilds können weitgehend natürlichen Ursprungs sein – wie die Topografie insgesamt, die Geländeformationen oder die Gewässer – aber auch durch menschlichen Tätigkeit beeinflusst, wie Hecken oder Anpflanzungen, oder komplett anthropogen, wie Windmühlen oder Scheunen.

## Landschaftswahrnehmung
Die Wahrnehmung von Natur und Landschaft ist immer auf ein wahrnehmendes Subjekt, bezogen. Insofern bei der Landschaftswahrnehmung eines Menschen, dessen individuellen Vorstellungen, Erinnerungen, Emotionen etc. eine Rolle spielen, wird das Landschaftsbild von jedem individuell wahrgenommen und gewertet und ist das jeweils wahrgenommene Landschaftsbild einmalig – unabhängig von den objektiv vorhandenen Elementen der Landschaft. Wird jedoch über Landschaftsbilder gesprochen, gehen sie in das gesellschaftlich objektive Medium der Sprache ein, die von den Individuen, die z. B. eine Landschaft wahrnehmen und über deren Bild sprechen, geteilt wird. Die Sprache ist auf Bilder und Vorstellungen bezogen, die in der Kultur etabliert sind und verstanden werden können – z. B. typische Vorstellungen oder Klischees, die sich bei der Nennung bestimmter Landschaften unwillkürlich einstellen. Mit der Kommunikation über Landschaft setzen kulturell geprägte Deutungsmuster ein, sodass intersubjektive, nachvollziehbare Aussagen über die Qualität eines Landschaftsbildes möglich sind. Dazu muss der Erfüllungsgrad eines landschaftlichen Idealbildes bestimmt werden. Ansätze, die versuchen, die Bewertung des Landschaftsbildes zu objektivieren, indem sie das Vorkommen objektiv beschreibbarer Landschaftselemente bewerten, werden dagegen den Besonderheiten, die das Schutzgut Landschaftsbild gegenüber Schutzgütern wie Klima und Boden besitzt, nicht gerecht. Insbesondere lässt sich so nicht ermitteln, inwieweit die Eigenart einer Landschaft (vgl. §1 BNatSchG) und die für diese typische Vielfalt (nicht bloße Vielzahl) von Landschaftsbestandteilen noch erhalten ist.
Mit dem in der interdisziplinären Landschaftsforschung verwendeten Begriff der Landschaftsleistungen wird ebenfalls versucht, die gesellschaftliche und individuelle Wahrnehmung einer Landschaft, speziell in Bezug auf ihren sozialen, wirtschaftlichen und ökologischen Nutzen, zu beschreiben. Als Landschaftsleistungen werden sowohl die ästhetischen und identifikatorischen Eigenschaften einer Landschaft als auch die gesundheitlichen und ökonomischen Funktionen bezeichnet. Die Benennung von Landschaftsleistungen soll als Grundlage für partizipative Verfahren zur Gestaltung von Landschaften dienen. Im Rahmen eines solchen Verfahrens werden die vorhandenen Eigenschaften einer Landschaft im Dialog zwischen Akteuren aus Politik, Öffentlichkeit und Forschung ausgehandelt und die gewünschten Eigenschaften anschließend gezielt gefördert.

## Das Landschaftsbild als Schutzgut

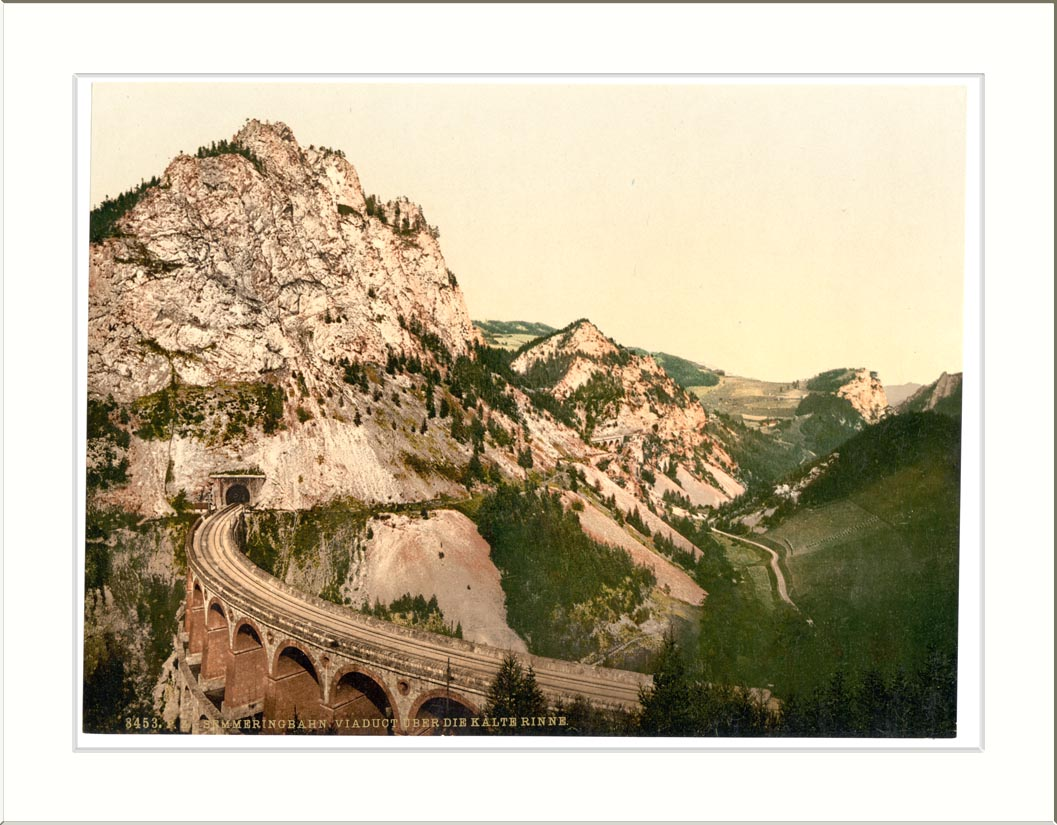
Technische Infrastruktur als landschaftsprägendes Element des Weltkulturerbes Semmeringbahn in Österreich (Kalte Rinne)

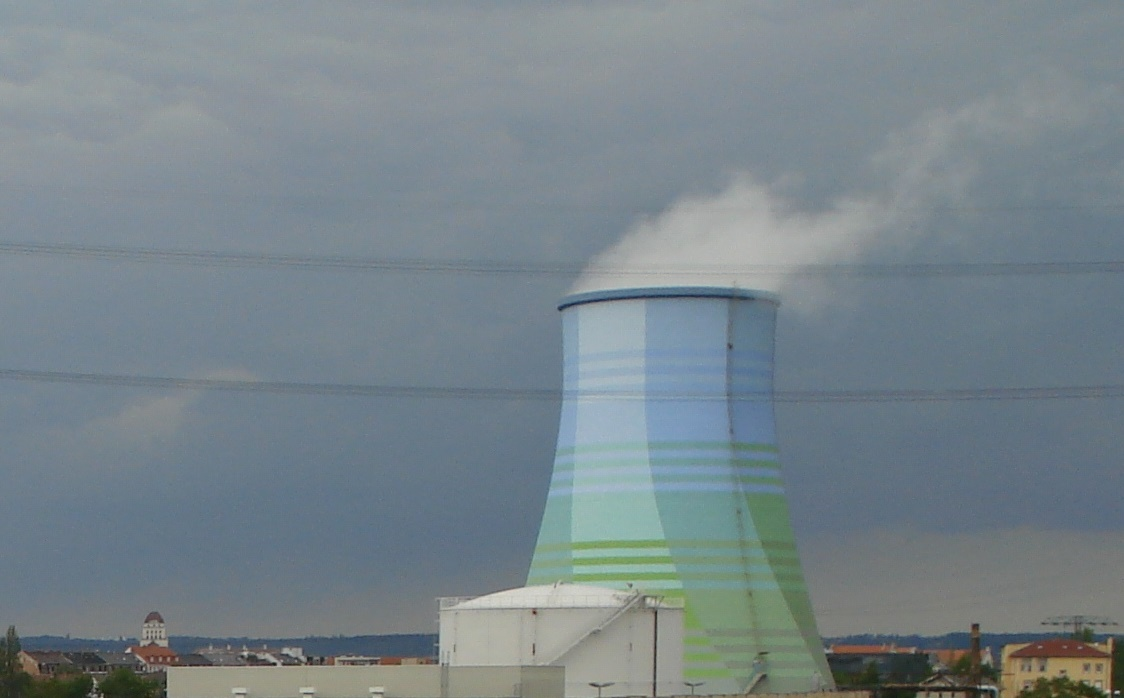
Kühlturm in Dresden
(Versuch einer „Tarnung“ um den Kühlturm mit Farbgestaltung ins Landschaftsbild zu integrieren)

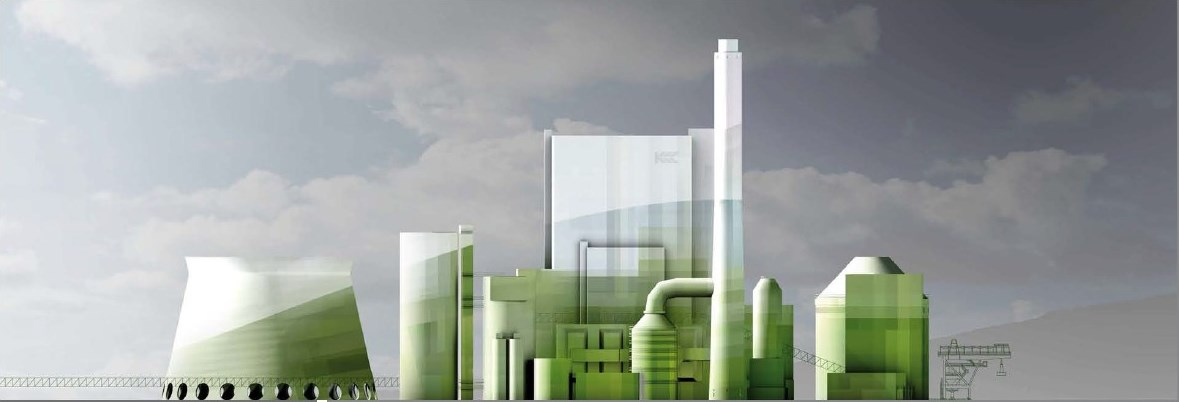
Städtebaulicher Entwurf um ein komplettes Kraftwerk ins Landschaftsbild zu „integrieren“

Der Schutz, besser die Bewahrung des Landschaftsbilds war Ausgangspunkt für die deutsche Naturschutzbewegung. Die von Ernst Rudorff wahrgenommenen Veränderungen in seiner Heimat führten zur Prägung des Begriffs Heimatschutz und 1904 zur Gründung des Deutschen Bundes Heimatschutz als erstem deutschen Naturschutzverband, der die Bewahrung des Landschaftsbilds als Kernaufgabe betrachtete. Bis zur Mitte des 20. Jahrhunderts blieb der Schutz des Landschaftsbilds Kern der Naturschutzbestrebungen, erst nach und nach traten weitere Schutzziele wie die Erhaltung und Vernetzung von Lebensräumen oder der Schutz einzelner Umweltmedien dazu.
Heute wird der Schutz des Landschaftsbilds als gleichwertiges Ziel neben anderen Schutzzielen betrachtet. Durch seine geringe Operationalisierbarkeit genießt er häufig nur geringe Aufmerksamkeit, wird aber in Fachdiskussion, beispielsweise beim Bau von Windenergieanlagen, zunehmend wieder untersucht, wobei die landschaftsästhetische Bewertung von Windenergieanlagen kontrovers ist. Unter dem Schlagwort Landschaftsverschandelung werden tatsächliche oder vermeintliche negative Veränderungen des Landschaftsbildes beschrieben.
In Deutschland wird das Landschaftsbild sowohl in § 1 Abs. 5 BauGB wie auch in § 1 BNatSchG und den jeweiligen Landesgesetzen als eines der Güter beschrieben, an deren Schutz besonderes öffentliches Interesse besteht (so genanntes Schutzgut). Dabei wird im BNatSchG nicht der Begriff Landschaftsbild gebraucht, sondern dieser mit Vielfalt, Eigenart und Schönheit von Natur und Landschaft umschrieben.
Naturschutzrechtliche Instrumente zum Schutz des Landschaftsbilds sind
- die Landschaftsplanung
- die Eingriffsregelung
- und die Ausweisung von Schutzgebieten, insbesondere von Landschaftsschutzgebieten, Naturparks und Biosphärenreservate.

Kritisch dabei ist, wie schon oben beschrieben, die schlechte Objektivierbarkeit der individuellen Wahrnehmung des Landschaftsbilds. Um diese Probleme zu umgehen, wurden und werden zahlreiche Kriterienkataloge zur Vereinheitlichung der Bewertung erarbeitet.